# Spizocorys starki
La alondra de Stark (Spizocorys starki) es una ave passeriforme de la familia alaudidae. Su nombre es en honor a Arthur Stark.

## Hábitat
Se distribuye en Angola, Botsuana, Namibia, y Sudáfrica. Habita en la sabana seca, subtropical y en matorrales secos.